# Crocifissione e santi (Annibale Carracci)
Crocifissione e santi (o per esteso Crocifissione con i dolenti e i santi Bernardino da Siena, Francesco e Petronio) è il soggetto di un dipinto di Annibale Carracci.

## Storia
L'opera era inizialmente collocata nella cappella Macchiavelli della chiesa di San Nicolò di San Felice a Bologna. L'edificio andò distrutto nei bombardamenti subiti dalla città nel corso della seconda guerra mondiale. La tela di Annibale fu quindi provvisoriamente ricoverata presso la Soprintendenza di Bologna e poi definitivamente destinata alla chiesa di Santa Maria della Carità (nelle adiacenze della distrutta San Nicolò).
Lo storico bolognese Carlo Cesare Malvasia nella Felsina Pittrice (1678) afferma che il dipinto fu realizzato da Annibale all'età di diciotto anni (definendolo la prima operazione che uscisse mai dal pennello del grand'Annibale) e che la commissione era stata inizialmente proposta a Ludovico Carracci ma da questi passata al più giovane cugino a causa dell'esiguità del compenso offerto. Dubbia è l'attendibilità di questo resoconto che per quanto riguarda il tempo di esecuzione del dipinto ha ricevuto piena smentita dal riaffiorare sulla tela, nel corso di una pulitura degli anni Venti del secolo scorso, della data: il 1583, quando Annibale aveva ventitré anni.
Questa scoperta ha consentito due importanti acquisizioni: la Crocifissione di San Nicolò è il dipinto di Annibale, tra quelli con data certa, più antico che si conosca (anche se ovviamente, a dispetto del Malvasia, non è la sua prima prova pittorica) ed è la prima uscita pubblica del più giovane dei Carracci, cioè la sua prima opera destinata ad una collocazione (per l'appunto una chiesa) liberamente accessibile al pubblico.
Stando sempre al Malvasia, la Crocifissione di Annibale fu oggetto di critiche sprezzanti da parte dei più vecchi ed affermati pittori bolognesi: gli vennero rimproverati l'eccessivo realismo, specie nella figura di Cristo (definito dai detrattori un facchino nudato e messo in croce), la disarmonia della composizione, l'assenza di decorum - come nell'umilissimo san Francesco con i piedi callosi ben in vista -, il tratto veloce e non accurato della pennellata. 
Aspetti che invece, per la critica moderna, denotano la volontà di Annibale (pur con qualche incertezza, fisiologica in un giovanissimo artista) di rompere gli schemi del tardomanierismo allora dominante a Bologna, alla ricerca di un nuovo linguaggio artistico che avesse nel vero il suo primo fondamento.

## Descrizione e stile

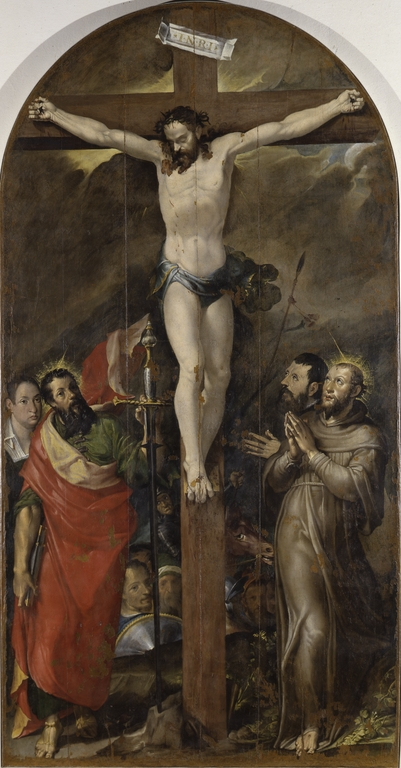
Bartolomeo Passarotti, Crocifissione e santi, 1560-1570, Bologna, Collezioni Comunali d'Arte di Palazzo d'Accursio

Gli astanti sono divisi in due gruppi nel mezzo dei quali si erge la croce. Cristo ha un'espressione serena, gli occhi socchiusi e la testa leggermente reclinata a sinistra.
In primo piano ci sono san Francesco, inginocchiato ai piedi della croce, e san Petronio in abito vescovile abilmente marezzato a simulare un tessuto di broccato. Alle spalle del patrono di Bologna si intravede un chierichetto che ne regge il pastorale. 
I due santi quasi "impallano" la Vergine Maria e, ancor di più, san Giovanni evangelista che deve quasi flettersi all'indietro per smarcarsi dalla massa del vescovo e rendersi così parzialmente visibile.
L’attenzione di ciascuno dei presenti è devotamente rivolta al Signore morente: i loro sguardi e i loro gesti sono esplicitamente diretti alla croce che in tal modo è indicata come chiaro fulcro della composizione anche al riguardante, coinvolgendolo direttamente nell'evento. La frontalità della monumentale crocifissione favorisce quest'effetto così come il gesto dell'evangelista che invita l'osservatore ad unirsi nell'adorazione della croce.
L'illuminazione proveniente da sinistra inonda la parte bassa della composizione, mentre dall'alto calano le tenebre che non riescono tuttavia ad avvolgere la figura di Cristo, isolata da un alone di luce sovrannaturale.
Pur opera di rottura con la tradizione bolognese a lui precedente, per la sua Crocifissione Annibale sembra aver derivato alcuni dettagli e soluzioni compositive da pittori suoi concittadini, già maestri affermati quando la tela di San Nicolò veniva licenziata.
Tangenze sono state individuate con la Crocifissione di Orazio Samacchini della basilica di Santa Maria dei Servi, caratterizzata, come quella di Annibale, dalla monumentalità delle figure in accentuato primo piano. Anche composizioni dedicate al medesimo tema da Bartolomeo Passarotti sono parimenti indicate come possibili punti di riferimento cui il giovane pittore potrebbe aver guardato per questa sua prima importante commissione.

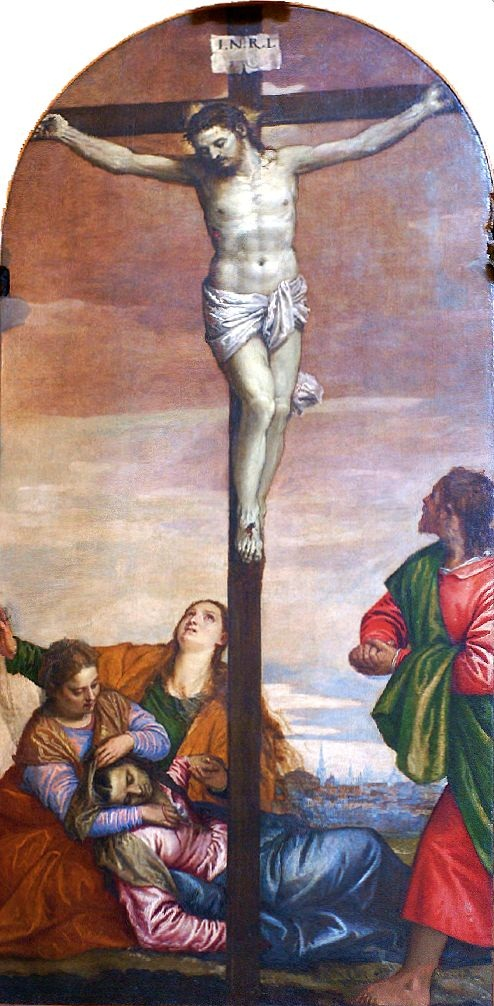
Paolo Veronese, Crocifissione, 1560-1565, Venezia, Chiesa di San Sebastiano

La simmetrica divisione degli astanti in due gruppi che formano una sorta di Y aperta davanti alla croce, sembra rimandare inoltre alla Madonna con i santi protettori di Bologna di Ercole Procaccini collocata nella chiesa di San Giovanni in Monte. 
La posa di Maria poi è stata avvicinata a quella della santa Elisabetta dell’affresco di Pellegrino Tibaldi raffigurante l’annuncio della nascita del Battista della basilica di San Giacomo Maggiore, mentre l’atteggiamento devozionale con il quale san Petronio affida a Cristo la città di Bologna - il cui modello è ai piedi del santo - potrebbe essere stato ispirato dalla similare composizione che si vede nella Madonna in gloria e santi, ancora del Passarotti (basilica di San Petronio), ove peraltro si riscontra, come in Annibale, anche la presenza del chierichetto col pastorale del vescovo bolognese.
Cionondimeno la distanza tra il debutto di Annibale Carracci e le opere dei suoi predecessori è profonda. Nella Crocifissione di Annibale infatti si colgono una serie di istanze estranee ai modi e ai valori artistici della coeva tradizione manierista bolognese: le figure dei santi sotto la croce, come quella di Cristo, sono raffigurate in modo semplice, con una corporeità possente e naturale, probabilmente frutto di studi dal vero. Del tutto assenti sono le affettazioni della maniera così evidenti ad esempio nel precedente passarottiano delle raccolte comunali, dove san Francesco è una citazione ormai stanca a fine a sé stessa della Rachele di Michelangelo.

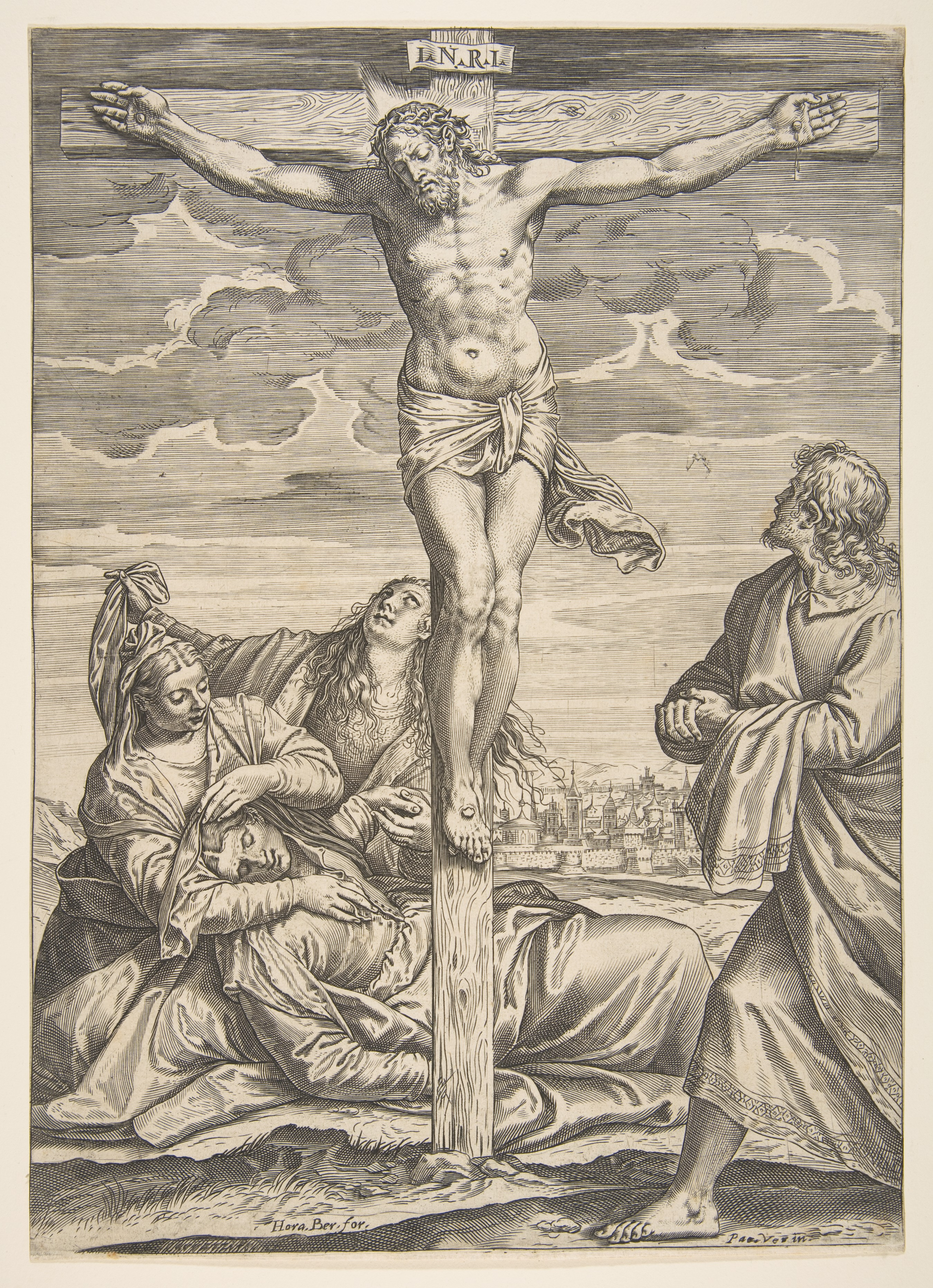
Agostino Carracci dal Veronese, Crocifissione, 1582 circa

Anche il confronto tra l'opera del Carracci e quella di identico soggetto di un altro celebrato maestro bolognese del tempo, Prospero Fontana, è eloquentemente esemplificativo della nuova via cercata da Annibale.
La pala del Fontana infatti, peraltro eseguita solo pochi anni prima dell'esordio pubblico di Annibale, è caratterizzata da un elegante decorativismo e dalla convenzionalità della rappresentazione del dolore per la morte di Cristo. Il giovane Carracci si muove in direzione opposta: la pietà dei suoi santi è composta e cerca di creare una genuina condivisione emotiva nel riguardante che può identificarsi in una raffigurazione realistica e tangibile dell’evento in corso.
Annibale rafforza questo effetto collocando la sua Crocifissione in uno spazio credibile - aperto verso l'orizzonte ove si scorge una veduta cittadina - abitabile dai suoi santi pieni di forza e vitalità e dalle fisionomie non idealizzate ma familiari, di persone comuni.
Vi sono pareri discordi rispetto a quali possano essere stati i modelli di riferimento del giovane artista in questo suo primo, pubblico, tentativo di superamento dei cliché del tardomanierismo locale. 
Una prima visione ritiene che la tela di San Nicolò sia il risultato delle prime riflessioni del Carracci sulla pittura veneziana e segnatamente sull'arte del Veronese. La Crocifissione eseguita dal Caliari per la chiesa di San Sebastiano a Venezia è stata indicata come un'importante fonte di ispirazione per Annibale, anche se probabilmente opera a lui (in quel momento) non direttamente nota ma piuttosto studiata sull'incisione trattane da suo fratello Agostino poco prima della commissione del dipinto per la chiesa di strada San Felice.
Diversa opinione invece nega ogni influsso veneto sull'opera e pensa che Annibale sia arrivato a questo innovativo risultato più per istinto che per studio deliberato, avendo piuttosto l’intuizione, "scandalosa" per l’epoca ed infatti stigmatizzata senza mezzi termini (operazioni basse e plebee nelle voci critiche tramandate dal Malvasia), di usare in un quadro religioso e dalla destinazione solenne come l'altare di una chiesa, toni e modi - nelle figure dei santi, nella ruvidità del tratto - da dipinto di genere, ambito nel quale il giovane Carracci si era già cimentato con successo.
Ci si è chiesti inoltre se tra gli stimoli di Annibale possano esservi state anche le raccomandazioni che il cardinale Gabriele Paleotti proprio in quel tempo formulava a Bologna nel suo Discorso intorno alle immagini sacre e profane (1582). Testo nel quale, sulla scorta delle conclusioni raggiunte nel Concilio di Trento in materia di arte religiosa, si auspicava una pittura più semplice, chiaramente comprensibile dai fedeli a beneficio della loro edificazione. 
Pur avversato, il dipinto non mancò di suscitare interessi nel panorama artistico bolognese: sembra infatti un'immediata reazione alla tela di San Nicolò la Crocifissione con santi di Bartolomeo Cesi per la basilica di San Martino che "rivede" e "corregge" (cioè normalizza) il rumoroso esordio pubblico di Annibale Carracci.

## Galleria d'immagini

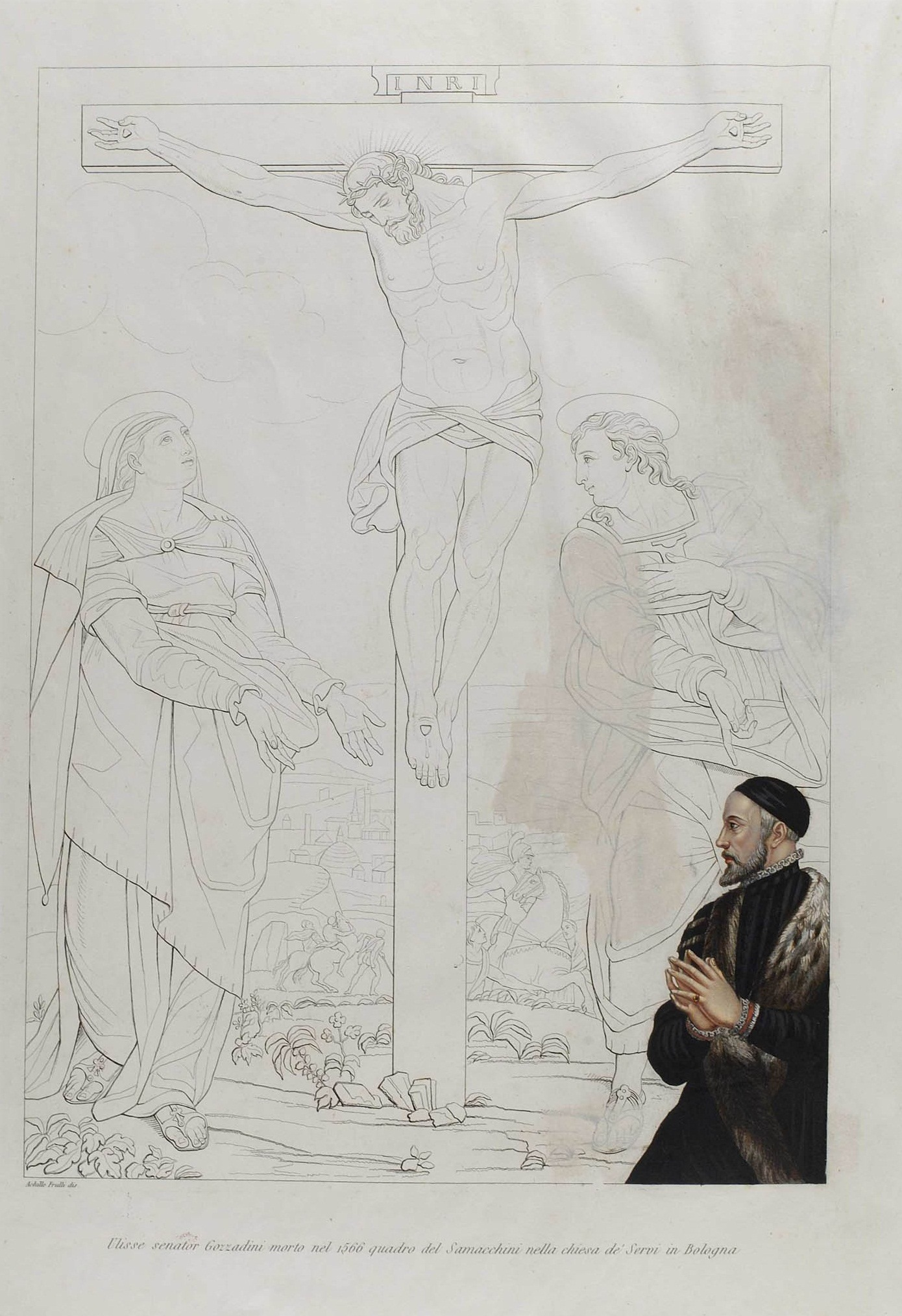
Riproduzione incisoria della Crocifissione con i dolenti e donatore di Orazio Samacchini eseguita tra il 1566 e 1568 e collocata nella Basilica di Santa Maria dei Servi a Bologna
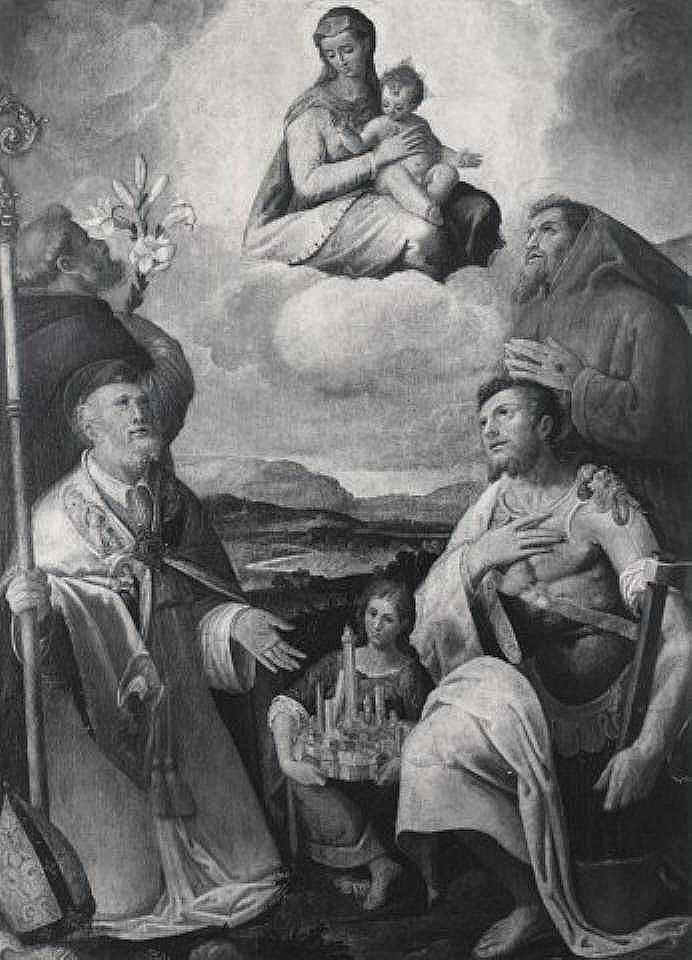
Ercole Procaccini, Madonna in gloria con i santi protettori di Bologna, 1570-1580, Bologna, Chiesa di San Giovanni in Monte
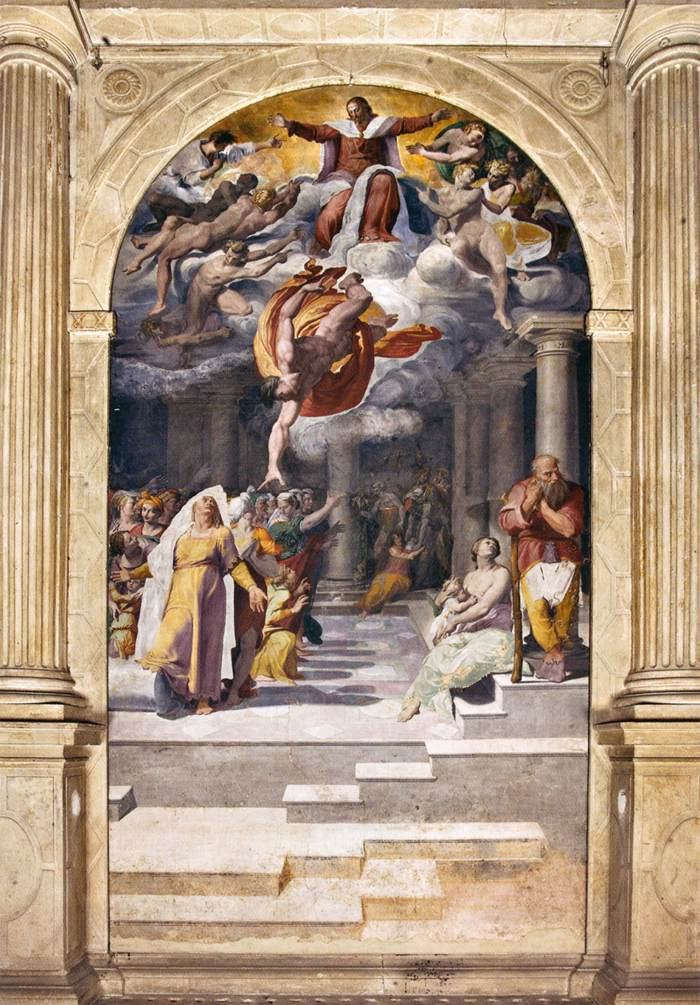
Pellegrino Tibaldi, Annuncio della nascita del Battista, 1551-1553, Bologna, Basilica di San Giacomo Maggiore
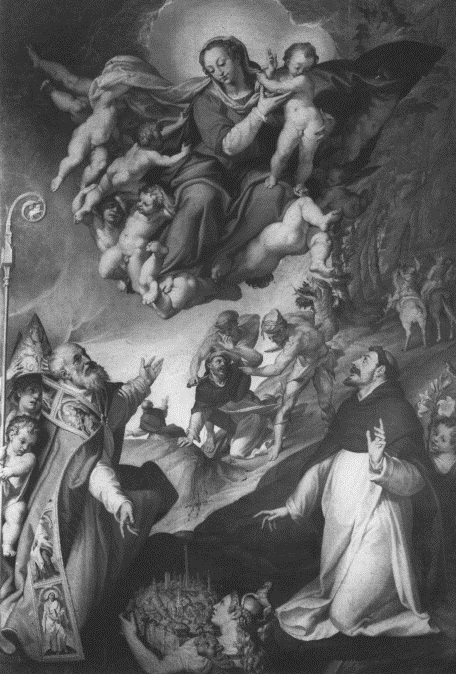
Bartolomeo Passarotti, Madonna in gloria e santi, 1570 circa, Bologna, Basilica di San Petronio
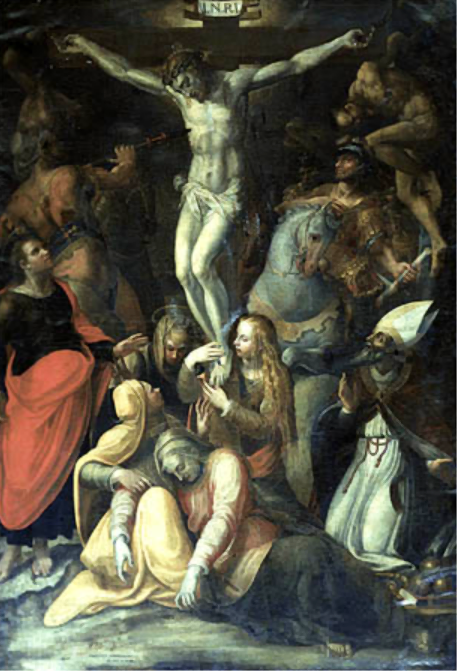
Prospero Fontana, Crocifissione, 1580 circa, Bologna, Museo del Convento di San Giuseppe
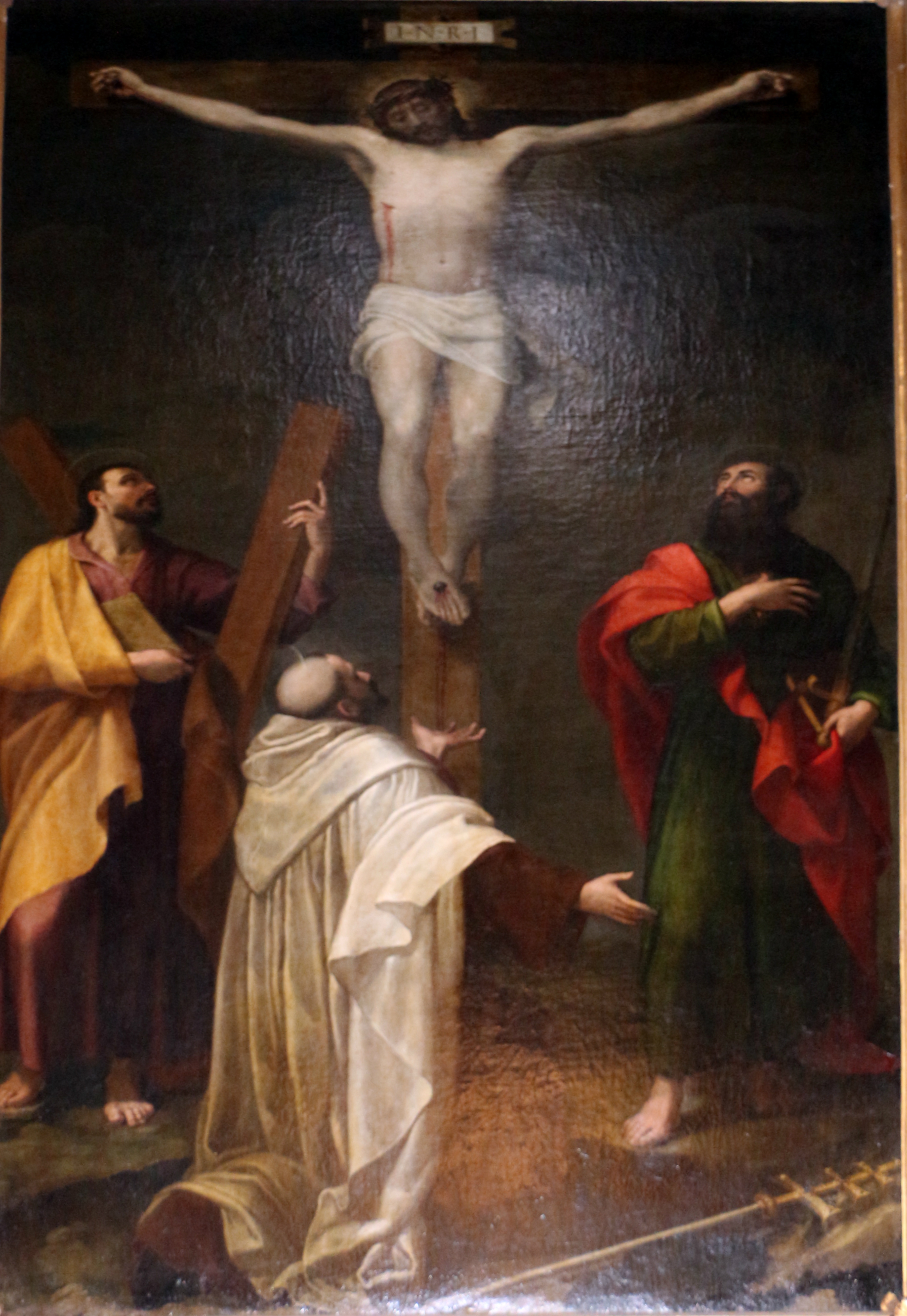
Bartolomeo Cesi, Crocifissione e santi, 1584, Bologna, Basilica di San Martino